# Zhong Lin
 (mai 2023).
 (mai 2023).
La mise en forme du texte ne suit pas les recommandations de Wikipédia : il faut le « wikifier ».
Les points d'amélioration suivants sont les cas les plus fréquents. Le détail des points à revoir est peut-être précisé sur la page de discussion.
- Les titres sont pré-formatés par le logiciel. Ils ne sont ni en capitales, ni en gras.
- Le texte ne doit pas être écrit en capitales (les noms de famille non plus), ni en gras, ni en italique, ni en « petit »…
- Le gras n'est utilisé que pour surligner le titre de l'article dans l'introduction, une seule fois.
- L'italique est rarement utilisé : mots en langue étrangère, titres d'œuvres, noms de bateaux, etc.
- Les citations ne sont pas en italique mais en corps de texte normal. Elles sont entourées par des guillemets français : « et ».
- Les listes à puces sont à éviter, des paragraphes rédigés étant largement préférés. Les tableaux sont à réserver à la présentation de données structurées (résultats, etc.).
- Les appels de note de bas de page (petits chiffres en exposant, introduits par l'outil «  Source ») sont à placer entre la fin de phrase et le point final[comme ça].
- Les liens internes (vers d'autres articles de Wikipédia) sont à choisir avec parcimonie. Créez des liens vers des articles approfondissant le sujet. Les termes génériques sans rapport avec le sujet sont à éviter, ainsi que les répétitions de liens vers un même terme.
- Les liens externes sont à placer uniquement dans une section « Liens externes », à la fin de l'article. Ces liens sont à choisir avec parcimonie suivant les règles définies. Si un lien sert de source à l'article, son insertion dans le texte est à faire par les notes de bas de page.
- La présentation des références doit suivre les conventions bibliographiques. Il est recommandé d'utiliser les modèles {{Ouvrage}}, {{Chapitre}}, {{Article}}, {{Lien web}} et/ou {{Bibliographie}}. Le mode d'édition visuel peut mettre en forme automatiquement les références.
- Insérer une infobox (cadre d'informations à droite) n'est pas obligatoire pour parachever la mise en page.

Pour une aide détaillée, merci de consulter Aide:Wikification.
Si vous pensez que ces points ont été résolus, vous pouvez retirer ce bandeau et améliorer la mise en forme d'un autre article.
Zhong Lin est une photographe autodidacte de Malaisie, avec un père d’origine anglophone et une mère sinophone.

## Biographie
Le contexte culturel de Zhong joue un rôle essentiel dans son parcours artistique. Grâce à ses différentes racines elle a eu une éducation artistique diversifiée, qui passe par des films hollywoodiens, aux mangas japonais, mais également par la culture chinoise. Durant ses études à Kuala Lumpur c’est là que sa passion pour la photographie est née.
Après avoir grandi en Malaisie elle est partie s’installer à Taiwan, où actuellement elle pratique la photo en collaborant, en grande partie, pour des magazines tels que Vogue ou The Perfect Magazine.

## Commentaires sur l’œuvre
Son plus gros projet personnel s’appelle « Project 365 », celui-ci lui est venu à l’esprit durant la pandémie du covid19, le concept étant de publier une image tous les jours pendant 365 jours. Elle l’a qualifié de challenge, qu’elle a réussi malgré toutes les embûches rencontrées durant ce défi . Les différentes images vont de portraits intimes à des scènes de paysages. La plupart sont en noir et blanc, donnant une impression de simplicité et de profondeur émotionnelle. Dans certains cas, les photos sont accompagnées de notes personnelles de l’artiste, donnant un aperçu de sa vie quotidienne et de ses réflexions faites vis-à-vis de son travail et également du monde.